# 张健 (1963年5月)
张健（1963年5月—），男，汉族，湖南长沙人，中华人民共和国生物学家，政治人物，现任湖南省政协副主席，湖南省工商业联合会主席。